# Salarpur Khadar
Salarpur Khadar is een census town in het district Gautam Buddha Nagar van de Indiase staat Uttar Pradesh.

## Demografie
Volgens de Indiase volkstelling van 2001 wonen er 10.772 mensen in Salarpur Khadar, waarvan 58% mannelijk en 42% vrouwelijk is. De plaats heeft een alfabetiseringsgraad van 66%.